# Hemicampa boudreauxi
Hemicampa boudreauxi är en urinsektsart som beskrevs av Otto Conde och Geeraert 1962. Hemicampa boudreauxi ingår i släktet Hemicampa och familjen Campodeidae. Inga underarter finns listade i Catalogue of Life.